# Каттанео, Джованни-Мария
Джованни-Мария Каттанео (Cattaneo или Catanaeus; в конце XV века — 1529) — учёный итальянский гуманист.
Ученик Павла Мерулы и Димитрия Халкокондилы, написал комментарий к письмам и панегирику Плиния Младшего, сделавший его сразу знаменитостью (напеч. 1500 в Венеции, 1506 в Милане). Перевёл 4 диалога Лукиана, речи Исократа, «Прогимнасмата» Авфония; написал латинское стихотворение в похвалу города Генуи.